# 名取市
名取市（日语：／ Natori shi */?）是位於日本宮城縣中部的城市，地處仙台市的東南方。轄區地處名取平原上，東邊面向太平洋，當地人口則集中在名取車站周邊的市區。由於名取市位於仙台都市圈的範圍內，且距離仙台市僅30分鐘的車程，因此當地的人口數呈現逐年增加的趨勢。而當地居民在對外通勤與就學上則多依賴仙台市的太白區和青葉區。名取市為東北地方最大的康乃馨產地，市內則設有東北地方的門戶仙台機場。

## 地理
名取市境內約27%的面積被森林覆蓋，28%的土地為農業用地。西部坐落著高館山和五社山相連而成的丘陵地帶。東部則為閖上海岸和地處名取川與阿武隈川之間的平原地帶。名取川、增田川、川内澤川等河流經市內，並在東邊注入太平洋。東部的沿海地區則坐落著江戶時代開闢的貞山運河。

### 氣候
根據統計，2003年至2020年名取市的年均溫為12.5℃，年均降雨量則為1124.3毫米。由於轄區東邊面向太平洋，因此溫差較小，夏季涼爽且冬季較為溫暖。

## 歷史
名取市自古時便有人類居住，市內的野田山遺跡曾發掘出舊石器時代後期的刀形石器。位於愛島丘陵東北部的飯野坂古墳群則挖掘出5座前方後圓墳與1座方墳，並且被指定為日本的史跡。而同樣被指定為日本史跡，位於愛島丘陵東端的雷神山古墳則是東北地方最大的前方後圓墳。江戶時代，當地隸屬於仙台藩，並且成為奧州街道沿途的宿場町。
明治元年（1867年），陸奧國畫分成磐城國、岩代國、陸前國、陸中國與陸奧國，而名取地區則隸屬於陸前國。明治22年（1889年），日本實施町村制，並將境內的23個村落合併成增田村、東多賀村、下增田村、館腰村、愛島村與高館村。明治29年（1896年）6月，增田村改制成増田町。
昭和3年（1928年），東多賀村改制並更名為閖上町。昭和30年（1955年），增田町、閖上町、下增田村、館腰村、愛島村和高館村合併成名取町。昭和33年（1958年）10月，名取町改制成現今的名取市。
2011年3月11日的東日本大震災在名取市引發震度6強的地震，並造成923人死亡和2801棟房屋全毀。當時全市約28%的面積浸泡在海嘯帶來的海水當中，沿海地區則遭受毀滅性的破壞。而仙台機場包含航廈在內的區域則在海嘯來襲時遭到淹沒。根據統計，名取市的公共設施受損總額達7823萬8729日圓。

## 行政
現任市長山田司郎於2024年6月在選舉中第2次成功連任，其任期將持續至2028年7月。

## 人口
雖然名取市各年齡層的人口自1995年後皆開始增加，但其幼年人口比例與仙台市除外的縣內其他城市相比為第二高。市內的壯年人口比例位居第三，老年人口的占比則位居第二。
| 名取市人口分布圖 |                                               |  |
| 名取市與日本全國年齡別人口分布比較圖 （2005年資料） | 名取市的年齡、男女別人口分布圖 （2005年資料） |  |
| ■紫色是名取市 ■綠色是全国 | ■藍色是男性 ■紅色是女性                       |  |
| 名取市人口變化 \| 1970年 \| 40,845人 \| \| \| 1975年 \| 46,730人 \| \| \| 1980年 \| 49,715人 \| \| \| 1985年 \| 50,897人 \| \| \| 1990年 \| 53,732人 \| \| \| 1995年 \| 61,993人 \| \| \| 2000年 \| 67,216人 \| \| \| 2005年 \| 68,662人 \| \| \| 2010年 \| 73,134人 \| \| \| 2015年 \| 76,668人 \| \| \| 2020年 \| 78,718人 \| \| |                                               |  |
| 資料來源：日本總務省統計中心提供之人口普查數據 |                                               |  |
| 1970年 | 40,845人                                      |  |
| 1975年 | 46,730人                                      |  |
| 1980年 | 49,715人                                      |  |
| 1985年 | 50,897人                                      |  |
| 1990年 | 53,732人                                      |  |
| 1995年 | 61,993人                                      |  |
| 2000年 | 67,216人                                      |  |
| 2005年 | 68,662人                                      |  |
| 2010年 | 73,134人                                      |  |
| 2015年 | 76,668人                                      |  |
| 2020年 | 78,718人                                      |  |

## 經濟
根據日本2020年的國勢調查統計，名取市的就業人口中約3.1%從事第一級產業，21.8%的就業人口從事第二級產業，其餘的75%則從事第三級產業。名取市相當盛行以商業為主的第三級產業，當地也是東北地方最大的康乃馨產地。而由於市內擁有熊野三社、雷神山古墳等景點，因此吸引許多觀光客到訪。根據統計，2019年至2021年，名取市約有116萬至127萬的遊客到訪，其中有許多遊客是因其班機尚未抵達仙台機場而在市內遊覽。

## 教育
名取市內共有10所小學校、4所中學校和2所高等學校。根據2024年8月的統計，市內的小學校共有4683名學生，中學校則共有2378名學生。

## 交通
名取市內設有仙台機場，為東北地方和日本對外的重要門戶。國道4號與仙台東部道路皆以南北走向穿越名取市，其中仙台東部道路在市內設置名取交流道、名取中央智慧型交流道和仙台機場交流道。鐵路方面，東日本旅客鐵道的東北本線和仙台機場鐵道的仙台機場線皆行經名取市。名取站為上述2條鐵道共構的車站，也是仙台機場線的起點站。東北本線在南部地區另設館腰車站，仙台機場線則在名取站和仙台機場之間設置杜關之下站、美田園車站與仙台機場站。

## 外部連結
- 名取市觀光協會 （页面存档备份，存于）
- 名取市商工會 （页面存档备份，存于）
- 名取市文化會館 （页面存档备份，存于）